# Bulbophyllum alabastraceus
Bulbophyllum alabastraceus är en orkidéart som beskrevs av Pieter van Royen. Bulbophyllum alabastraceus ingår i släktet Bulbophyllum och familjen orkidéer.
Artens utbredningsområde är Papua Nya Guinea. Inga underarter finns listade i Catalogue of Life.